# Fan Si Pan
Fan Si Pan či Fansipan (vietnamsky Phan Xi Păng) je s výškou 3143 m n. m. nejvyšší hora Vietnamu i celé Indočíny (Vietnam, Laos a Kambodža). Proto se jí také říká „střecha Indočíny“.
Nachází se v pohoří Hoang Lien Son (Tonkinské Alpy) v severozápadním Vietnamu, 9 kilometrů od města Sa Pa v provincii Lao Cai.

## Přístup
Místní cestovní kanceláře organizují výstupy s průvodcem, trvající jeden až čtyři dny, nejčastěji dva nebo tři. Výstup začíná ve městě Sa Pa ve výšce 1600 m. První úsek cesty vede deštným pralesem, po zbytek výstupu převažuje bambusový porost. Ve výškách kolem 2000 m, 2300 m a 2700 m se nacházejí nevelké kempy, v nichž se nocuje před výstupem na 3143 m vysoký vrchol.
Součástí organizovaného výstupu je i oběd pod vrcholem, připravený z bambusových výhonků, nasbíraných na místě.
Na horu Fansipan se lze dostat také vlakem + lanovkou z centra města Sapa. Horský vláček vyjíždí z komerčního centra Sun Plaza a jede cca 15 minut do stanice Muong Hoa. Odtud vyjíždí lanovka Sun World Fansipan Legend na vrchol hory Fansipan (cca 20-30 minut). Samotný vrchol hory Fansipan je přístupný také ze stanice Do Quyen malým vláčkem., který se nachází těsně pod vrcholem hory, lístky lze koupit přímo na místě.

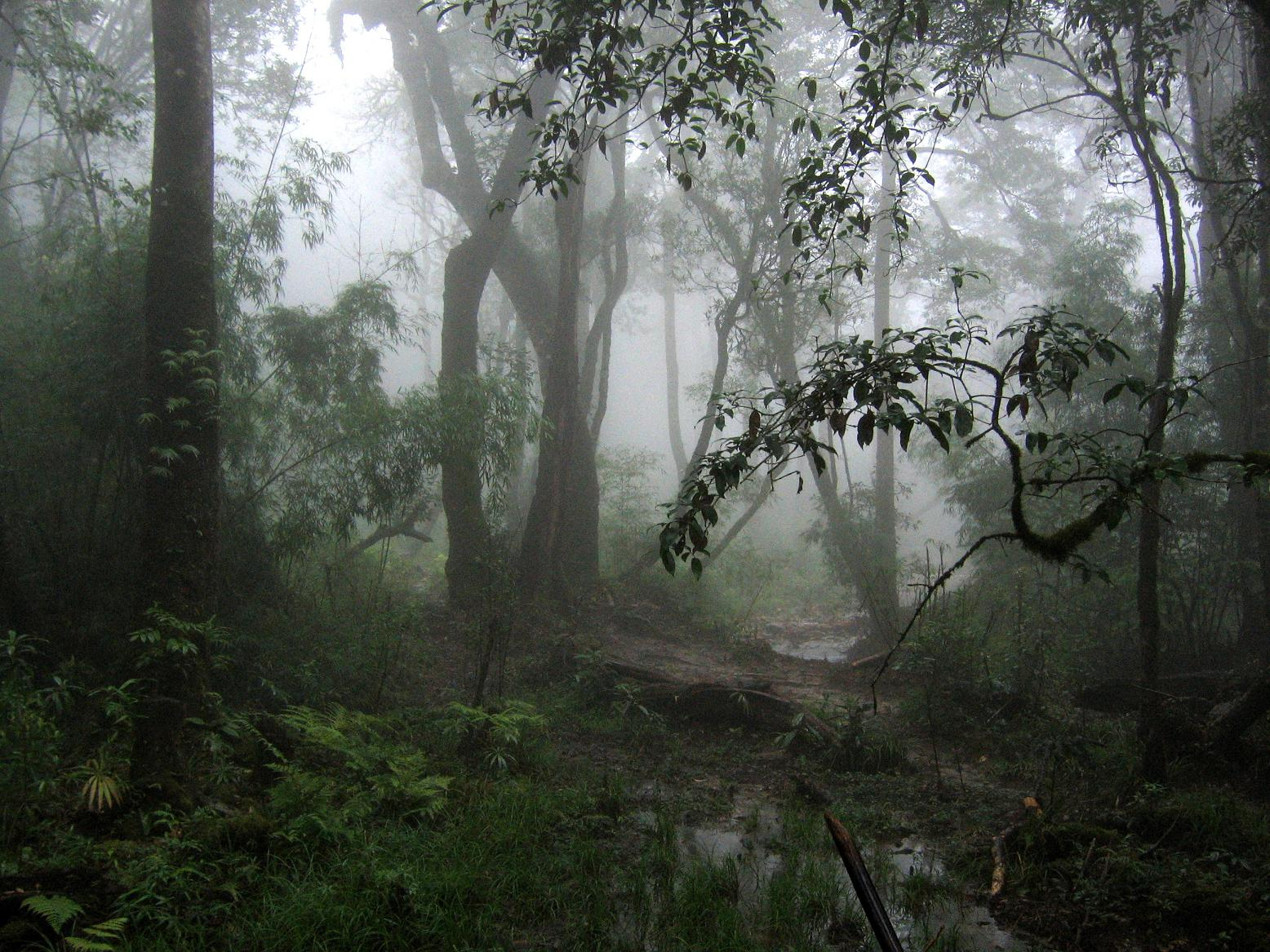
Cesta na vrchol, výška 1900 m
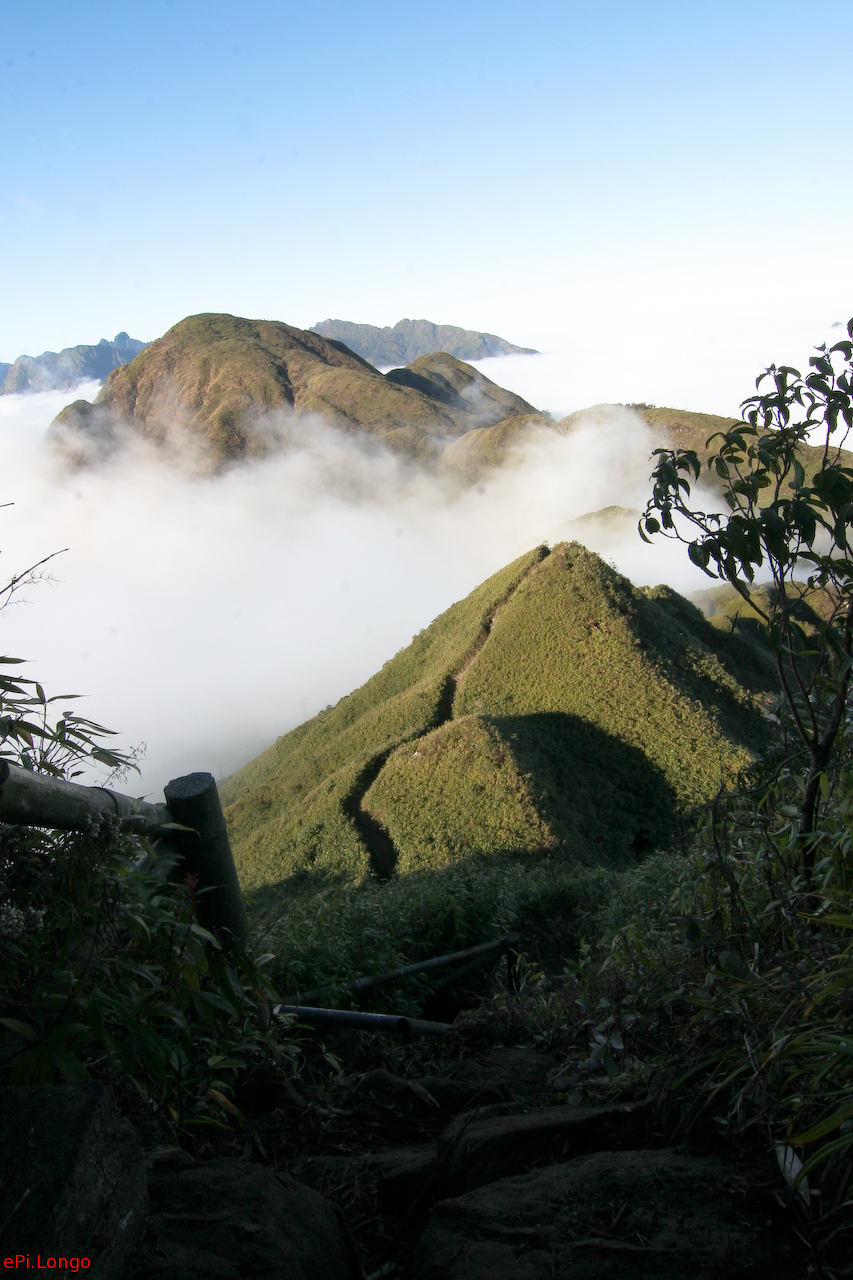
3000 m
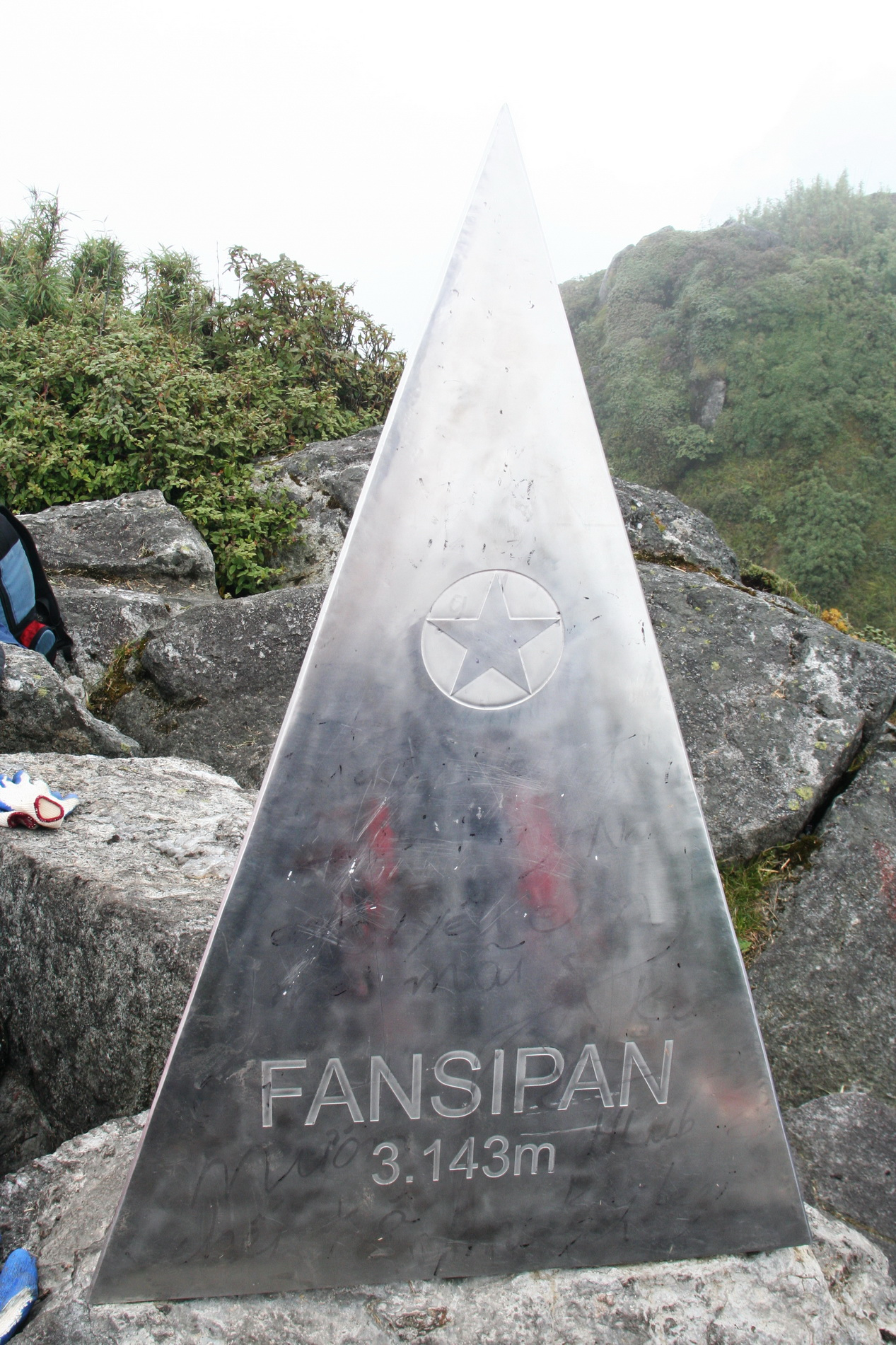
Vrchol, 3143 m
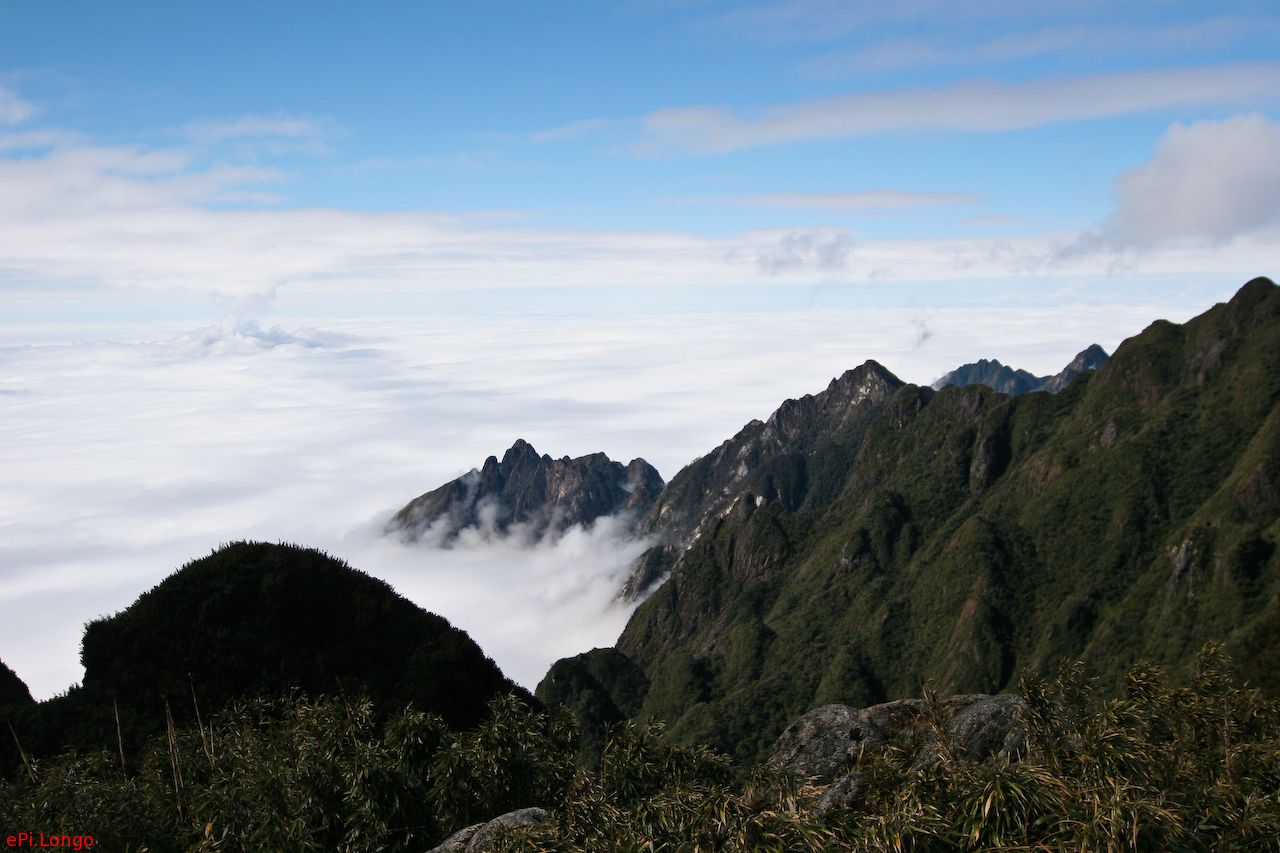
Výhled z vrcholu

## Počasí
Na Fan Si Panu dochází k častým změnám počasí, výhledům z vrcholu mnohdy brání hustá mlha. Vhodné období pro výstup je od září do dubna, přičemž od ledna do dubna bývá lepší počasí. Nejvhodnějším měsícem je únor, kdy začínají kvést rostliny. Během letních měsíců hodně prší, naopak sníh je i v zimních měsících ojedinělý.